# نادي ديشيتش
يشارك نادي ديشتش في بطولة دوري أبطال أوروبا الأدوار الاقصائية 2024 وستكون مباراته الأولى أمام نادي سانتا كولوما الأمريكي والذي يستضيف المباراة على أرضه بالدور الأول مباراة الذهاب، ليتنافس كلاهما في لقاء الاياب على أرض نادي ديشتش ويتأهل الفائز مباشرة لدور ال 32 من البطولة. 
نادي ديشيتش هو نادي كرة قدم من الجبل الأسود يلعب حالياً في الدوري المونتينيغري الممتاز، تأسس النادي في 1926.